# Ik ben een teenager
Ik ben een teenager is een nummer van Rachel Traets, beter bekend als Rachel. Het nummer werd in 2011 uitgebracht met als doel deel te nemen aan het Junior Songfestival 2011, de Nederlandse preselectie voor het Junior Eurovisiesongfestival. Met 36 (3 keer 12) punten won zij de finale van Yassir, Lidewei, Joël en Sera op zaterdag 1 oktober 2011. Hierdoor mocht zij Nederland vertegenwoordigen op het Junior Eurovisiesongfestival 2011 in Jerevan, de hoofdstad van Armenië. Met 103 punten haalde ze de tweede plaats.
Het nummer gaat over puber zijn.

## Hitnotering

### NederlandseSingle Top 100
| Hitnotering: 10-09-2011 t/m 07-01-2012 | Hitnotering: 10-09-2011 t/m 07-01-2012 | Hitnotering: 10-09-2011 t/m 07-01-2012 | Hitnotering: 10-09-2011 t/m 07-01-2012 | Hitnotering: 10-09-2011 t/m 07-01-2012 | Hitnotering: 10-09-2011 t/m 07-01-2012 | Hitnotering: 10-09-2011 t/m 07-01-2012 |
| Week:                                  | 1                                      | 2                                      | 3                                      | 4                                      | 5                                      |                                        |
| -------------------------------------- | -------------------------------------- | -------------------------------------- | -------------------------------------- | -------------------------------------- | -------------------------------------- | -------------------------------------- |
| Positie:                               | 54                                     | 81                                     | 92                                     | 80                                     | 83                                     | uit                                    |